# Distretto di Nieva
Il distretto di Nieva è un distretto del Perù nella provincia di Condorcanqui (regione di Amazonas) con 22.192 abitanti al censimento 2007 dei quali 3.273 urbani e 18.919 rurali.
È stato istituito il 18 maggio 1984 e il centro principale è Santa Maria de Nueva.